# Bräcke kommunvapen

Bräcke kommunvapen gällde från början bara för den del av den nuvarande kommunen som då utgjorde Bräcke landskommun.

Bräcke kommunvapen bygger på ett gammalt sigill som troligen är från tiden kring 1800. Sigillet finns hos pastorsämbetet och föreställer en björn som går på en stenbro under en strålande stjärna. I vapnet delade man upp de tre föremålen i varsitt fält, men kompositionen anses ändå hållas samman av guldtinkturen som förekommer i alla tre fält.

## Blasonering
Blasonering: Sköld, två gånger delad av blått, bestrött med sexuddiga gyllene stjärnor, och av guld, vari en gående svart björn med röd tunga och röda klor, samt av rött, bildande en mur med fogar av guld.

## Bakgrund
Vapnet fastställdes 1958 för Bräcke landskommun och går tillbaka på ett sigill från 1800-talet. Efter kommunombildningen 1974 fanns ytterligare två vapen, Kälarnes och Revsunds, men man beslöt att registrera Bräckes gamla vapen för den nya kommunen 1975.

## Vapen för tidigare kommuner inom den nuvarande kommunen
När den nuvarande Bräcke kommun bildades, gjorde man från början försök att skapa ett nytt vapen med bilder ur vapnen för de tre kommuner som hade lagts samman, men man tyckte inte att man lyckades hitta någon fin lösning. Därför fick den nya kommunen överta den namngivande enhetens gamla vapen.

### Bräcke
Det vapen som nu gäller för Bräcke kommun fastställdes av Kungl. Maj:t (regeringen) för Bräcke landskommun den 28 mars 1958 och fortfor att föras av Bräcke kommun fram till bildandet av den nuvarande kommunen med samma namn vid årsskiftet 1973/74.

### Kälarne
Kälarne landskommuns vapen fastställdes den 30 juni 1959 av Kungl. Maj:t (regeringen) med följande blasonering: Sköld, kluven av silver, vari en blå klockstapel (Håsjöstapeln), och av blått, vari en gran av silver. Klockstapeln syftar på den i Håsjö socken (som det finns en kopia av på Skansen i Stockholm) och granen syftar på skogsbruket. Underligt nog nämns rent av i blasoneringen vilken klockstapel som avses, något som inte kan ses som riktigt heraldiskt eftersom ett vapen aldrig skall avbilda ett specifikt föremål.
Kälarne kommun fortsatte att använda vapnet fram till kommunsammanläggningen vid årsskiftet 1973/74.

### Revsund
Revsunds landskommun fick sitt vapen genom fastställelse av Kungl. Maj:t (regeringen) den 27 februari 1948 med blasoneringen: I rött fält en stående viking av guld, som i högra handen håller ett stolpvis ställt spjut och på den vänstra armen bär en rund sköld. Vapnet syftar på Arnljot Gelline, den förste döpte vikingen, som har skildrats av Bjørnstjerne Bjørnson.

Bräcke landskommun (1958-1970) Bräcke kommun (1971-)
Kälarne landskommun (1959-1970) Kälarne kommun (1971-1973)
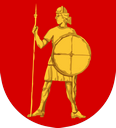
Revsunds landskommun (1948-1970) Revsunds kommun (1971-1973)